# Ouistreham (film)
Cet article concerne le film. Pour la ville, voir Ouistreham.
Pour le récit de Florence Aubenas, voir  Le Quai de Ouistreham (récit).
Pour plus de détails, voir Fiche technique et Distribution.
Ouistreham est un film français réalisé par Emmanuel Carrère, sorti en 2021. Il est adapté du récit Le Quai de Ouistreham de Florence Aubenas paru en 2010.
Il est présenté au festival de Cannes 2021. D’abord prévue en 2021, la sortie nationale est reportée au 12 janvier 2022.

## Synopsis
Au tournant de la cinquantaine, l'écrivaine Marianne Winckler s'immerge pendant un an dans le monde du travail intérimaire et précaire, en postulant puis travaillant à un poste de femme de ménage à bord des ferries faisant la liaison aller/retour entre Ouistreham et Portsmouth.

## Fiche technique
- Titre : Ouistreham
- Réalisation : Emmanuel Carrère
- Scénario : Emmanuel Carrère et Hélène Devynck[1], d'après le récit Le Quai de Ouistreham de Florence Aubenas, Éditions de l'Olivier, Paris, 25 février 2010, 276 p.,  (ISBN 978-2879296777)
- Musique : Mathieu Lamboley
- Photographie : Patrick Blossier
- Montage : Albertine Lastera
- Décors : Julia Lemaire
- Costumes : Isabelle Pannetier
- Son : Jean-Pierre Duret
- Production : Olivier Delbosc, David Gauquié et Julien Deris/ Coproducteur : Matthias Jenny
- Sociétés de production : Curiosa Films et Cinéfrance Studios en coproduction avec France 3 Cinéma et Mars Films[1]
- SOFICA : LBPI 13, Manon 10
- Société de distribution : Memento Distribution (France)
- Budget : 5,04 millions d'euros
- Pays de production :  France
- Langue originale : français
- Format : couleurs
- Genre : Film dramatique
- Durée : 107 minutes
- Dates de sortie :
  - France : 7 juillet 2021 (festival de Cannes)
  - France : 12 janvier 2022 (sortie nationale)[2]
- Classification : Tous publics lors de sa sortie[2]

## Distribution
- Juliette Binoche : Marianne Winckler
- Hélène Lambert : Christèle Thomassin
- Louise Pociecka : Louise
- Steve Papagiannis : Steve
- Aude Ruyter : Lucie, la conseillère de Pôle Emploi
- Jérémy Lechevallier : Eric
- Léa Carne : Marilou
- Émily Madeleine : Justine Leroy
- Patricia Prieur : Michèle
- Évelyne Porée : Nadège Porteur
- Didier Pupin : Cédric
- Nathalie Lecornu : Nathalie
- Florence Hélouin : Martine
- Jean-Paul Hirsch : le libraire
- Louis-Do de Lencquesaing : Louis-Do, un ami de Marianne
- Charline Bourgeois-Tacquet : Charline, l'amie de Louis-Do

## Production

### Projet et financement
Après de nombreuses années de tractations entre diverses sociétés de production et Florence Aubenas, cette dernière accepte finalement en 2015 que ce soit Emmanuel Carrère – écrivain du réel et réalisateur – qui adapte son livre au cinéma,. Ce dernier n'avait plus réalisé de film ou de documentaire depuis La Moustache en 2005.
Pour conserver l'aspect documentaire du récit de Florence Aubenas, Emmanuel Carrère décide qu'à part le rôle principal tenu par Juliette Binoche – qui annonce sa participation au film en septembre 2018, projet qu'elle déclare « avoir en tête depuis trois ans, » –, tous les autres rôles seront interprétés par des comédiens non-professionnels. Les repérages des sites de tournage sont faits par le réalisateur et son équipe – avec l'apport de l'agence de promotion de la région Normandie Images – au printemps 2018. Les auditions pour les acteurs sont organisées en juin 2018 sous la direction de Elsa Pharaon. 
Tout au long de sa production, le film est intitulé Le Quai de Ouistreham. Il est financé principalement par les deux sociétés de production Curiosa Films et Cinéfrance Studios bénéficie également du soutien de l'avance sur recette du CNC et de subventions de la région Normandie.

### Tournage et post-production
Le tournage – qui s'étend sur sept semaines – débute le 4 mars 2019 en Normandie où 90 % des scènes sont réalisées, notamment à Hérouville-Saint-Clair (salle de la Fonderie), Giberville, Ouistreham, Caen (principalement dans le quartier La Guérinière et dans le centre-ville durant cinq semaines), à Bayeux et à Cherbourg-Octeville,. Les scènes embarquées sont tournées sur un ferry de la compagnie suédoise Stena Line basée à  Göteborg, la compagnie Brittany Ferries ayant refusé de donner les autorisations en raison de l'image dégradée de l'entreprise dans le livre de Florence Aubenas. Le tournage se termine le 20 avril 2019.
Le montage et la post-production se déroulent durant le deuxième semestre 2019.
Le titre d'exploitation du film est finalement simplifié en Ouistreham[réf. nécessaire].

## Accueil

### Accueil critique
En France, le site Allociné attribue au film une moyenne de 3,5/5 à partir de l'interprétation de 37 critiques de presse recensées. En Suisse, Cinéman donne une moyenne de 3,5/5.
Le Journal du dimanche décrit un « attrait pour le mensonge et la duplicité en fictionnant [sic] les états d’âme de son héroïne, coincée dans une relation qui ne peut que tourner à la trahison ». Les Inrockuptibles considère que le film « a une fâcheuse tendance à corrompre l’écrivaine qu’il prétend admirer, et a parfois l’air de se faire secrètement contre elle, jusqu’à une fin qui profite malhonnêtement de la fiction pour se la payer assez durement ». Pour Libération, « Ouistreham se distingue surtout par son souci de ne trahir personne quand il chemine dans son paradoxe selon lequel il serait possible de mentir sans tricher ». Le Monde considère pour sa part qu'« Emmanuel Carrère éclipse son sujet ».

### Box-office
Pour son premier jour d'exploitation en France, le film  se place en 3e position du box-office des nouveautés avec 23 417 entrées, dont 10 618 en avant-première, pour 237 copies. Il est précédé par Scream (34 201) et suivi par Placés (7 647). Au bout de sa seconde semaine d'exploitation en France, le film chute à la 9e place - précédemment à la 6e - avec 85 285 entrées pour 212 260 entrées cumulées. Le film est devancé par En Attendant Bojangles (86 141) et suivi par la nouveauté Tendre et saignant (72 295).
| Pays ou région | Box-office      | Date d'arrêt du box-office | Nombre de semaines |
| -------------- | --------------- | -------------------------- | ------------------ |
| France         | 408 623 entrées | 26 avril 2022              | 15                 |
| Total mondial  | 3 313 370 $     | -                          | -                  |

## Distinctions

### Nominations
- César 2023 : Meilleure actrice pour Juliette Binoche

### Sélection
- Festival de Cannes 2021 : sélection Quinzaine des réalisateurs (film d'ouverture)